# Baie des Gémeaux
Die Baie des Gémeaux (französisch für Bucht der Zwillinge) ist eine Bucht im Géologie-Archipel vor der Küste des ostantarktischen Adélielands. Sie liegt zwischen der Île du Lion und der Île des Pétrels.
Französische Wissenschaftler benannten sie in Anlehnung an die Benennung der beiden Inseln Îlot Castor und Îlot Pollux, die sich in dieser Bucht befinden und nach dem Zwillingspaar Kastor und Pollux aus der griechischen Mythologie benannt sind.